# Sergio Múñiz

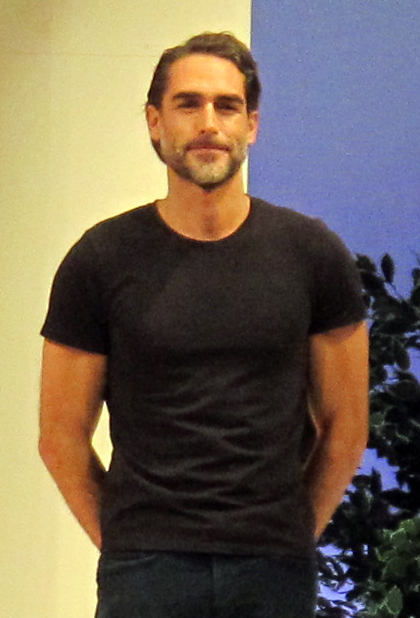
Sergio Muñiz (Februar 2014)

Sergio Múñiz (* 24. September 1975 in Bilbao) ist ein spanischer Schauspieler sowie Model.

## Leben
Geboren als zweiter von drei Brüdern brach Sergio Múñiz schon früh die Schule ab. Im Alter von 16 Jahren begann er 1991 im Obstgeschäft seines Vaters zu arbeiten. Als 20-Jähriger zog Muñiz 1995 nach Italien, wo er hoffte, als Fotomodel Karriere zu machen. Erst nach drei Jahren, in denen er als Bartender und Discjockey gearbeitet hatte, wurde er entdeckt, so dass er Ende der 1990er Jahre seine Karriere starten konnte.
2004 nahm er an der zweiten Staffel der Realityshow L’isola dei famosi teil, die italienische Version der Fernsehsendung Survivor. Muñiz ging als Sieger aus dem Format hervor. Nur ein Jahr später, 2005, feierte er in Lodovico Gasparinis Film La signora delle camelie sein Debüt als Filmschauspieler. 2006 war er in der italienisch-spanischen Koproduktion Die Borgias als Juan Borgia, der Sohn von Papst Alexander VI., zu sehen. 2009 war er als Jesus von Nazaret in dem Independentfilm Journeys with the Messiah zu sehen und 2012 als Antipatros in der Bibelverfilmung Ihr Name war Maria.
2009 brachte er seine Single La Mar und ein Musikvideo heraus.

## Filmografie (Auswahl)
- 2006: Die Borgias (Los Borgia)
- 2012: Ihr Name war Maria (Maria di Nazaret)